# Adobe Firefly
Adobe Firefly és un model generatiu de aprenentatge automàtic que s'utilitza en el camp del disseny. Està en fase de prova pública beta. Forma part del conjunt d'aplicacions d'Adobe Creative Cloud i utilitza la intel·ligència artificial generativa i instruccions senzilles de text per crear imatges, efectes de text i paletes de colors vius amb la màxima qualitat. Permet crear contingut a partir d'imatges de referència i explorar més possibilitats d'edició amb eficàcia.
Adobe Firefly es troba també inclòs en altres programes del sistema com Adobe Photoshop i Adobe Illustrator.

## IA Generativa
La IA generativa és un tipus d'intel·ligència artificial que converteix text i altres entrades ordinàries en resultats extraordinaris. Tot i que el debat al voltant d'aqeusta tecnologia s'ha centrat en la generació d'imatges i altres tipus d'art mitjançant IA, la Ia generativa és capaç de fer molt més que generar imatges estàtiques a partir d'unes instruccions de text. Amb unes simples paraules i el generador adequat, qualsevol pot crear vídeos, documents i experiències digitals, a bada de sotisficades imatges i art. Els generadors d'art amb IA també poden ser útils per produir "components bàsics creatius", com pinzells, vectors i textures, que poden formar la base de fragments de contingut o afegir-se a ella.
La IA generativa funciona de manera similar als altres tipus d'intel·ligència artificial que utilitzen un model d'aprenentatge automàtic i una gran base de dades per produir un tipus de resultat específic. En el cas de la generació d'imatges, el model d'IA s'entrena amb cents de milions d'imatges per que aprengui patrons i pugui produir oves imatges basant-se en la seva base de dades.

## Crèdits generatius
Els crèdits generatius permeten l'ús de les funcions d'IA generativa amb tecnologia de Firefly en les aplicacions en què tenen dret. El consum de crèdits generatius depenen del cost informàtic del resultat generat i del valor de la funció d'IA generativa utilitzada.

## Plans
L'ús de l'aplicació es gestiona a través de crèdits generatius d'Adobe, els quals permeten accedir a funcions potenciades per la IA. Adobe ofereix els següents plans:
- Pla gratuït: proporciona 25 crèdits generatius al mes.
- Pla premium: proporciona 100 crèdits generatius al mes, accés incorporat a Adobe Fonts i imatges sense marca d'aigua generades per Adobe Firefly.